# Chomsky et Cie
Pour plus de détails, voir Fiche technique et Distribution.
Chomsky et Cie est un documentaire français d'Olivier Azam et Daniel Mermet, réalisé d'après une série de reportages de Là-bas si j'y suis consacrés à la personne et à la pensée de Noam Chomsky.
Sorti en 2008, il a été réalisé et distribué par Les Mutins de Pangée.

## Fiche technique
- Titre : Chomsky et Cie
- Réalisation : Olivier Azam, Daniel Mermet
- Scénario : Daniel Mermet
- Musique : Vincent Ferrand
- Photographie : Olivier Azam
- Montage : Olivier Azam
- Pays d’origine :  France
- Producteur :
- Production :
- Distribution :
- Tournage :
  - Langues : anglais, français
- Format :
- Genre : documentaire
- Durée : 112 minutes
- Date de sortie :  2008

## Distribution
- Noam Chomsky : lui-même
- Normand Baillargeon : lui-même
- Jean Bricmont : lui-même